# Ciudad Deportiva del Rey Abdulaziz
El Ciudad Deportiva del Rey Abdulaziz (en árabe: مدينة الملك عبدالعزيز الرياضية) es un estadio multiusos ubicado en la ciudad de La Meca, Arabia Saudita. Lleva el nombre en honor del Rey saudí Abdelaziz bin Saud. Está dedicado principalmente a la práctica del fútbol, siendo utilizado por el club Al-Wahda Mecca de la Liga Saudí, cuenta también con instalaciones para la práctica de atletismo.